# Валибија (Мачерата)
Валибија је насеље у Италији у округу Мачерата, региону Марке.
Према процени из 2011. у насељу је живело 11 становника. Насеље се налази на надморској висини од 477 м.